# Рысбаев, Василий Несипказиевич
Василий Несипказиевич Рысбаев (род. 31 октября 1959, с. Саты, Кегенский р-н, Алма-Атинская обл.) — представитель высшего командования Вооружённых сил Республики Казахстан, генерал-майор, командующий войсками регионального командования «Восток» (2010—2013), начальник Военного института Сухопутных Войск (2014—2016).

## Биография
Родился 31 октября 1959 года в селе Саты Кегенского района Алма-Атинской области.
С 1978 по 1979 годы – срочная служба в рядах ВС СССР.
В 1983 году закончил Алма-Атинское высшее общевойсковое командное училище. По окончании училища по распределению был направлен в Учебный окружной центр подготовки младших специалистов Дальневосточного военного округа, в котором на разных должностях прослужил до 1992 года.
С 1983 по 1985 годы — командир учебного взвода БМП.
С 1985 по 1992 годы – командир роты, начальник учебного отделения - заместитель начальника штаба учебного мотострелкового полка.
В 1992 году перевёлся на службу в казахстанскую армию.
С 1992 по 1993 годы – начальник штаба – заместитель командира отдельного дисциплинарного батальона.
В 1996 году окончил Военную академию имени М. В. Фрунзе.
С 1996 по 1999 год – командир мотострелкового полка.
С 1999 по 2000 год – командир отдельной мотострелковой бригады.
С 2000 по 2002 годы – начальник отдела штаба Южного военного округа.
С 2002 по 2003 год – начальник штаба – заместитель начальника учебного центра.
С 2003 по 2005 год – командир механизированной дивизии.
С 2005 по 2006 годы – командир отдельной механизированной бригады.
С 2006 по 2008 год – заместитель командующего Аэромобильными войсками ВС РК.
С 2008 по 2009 годы – первый заместитель командующего войсками регионального командования – начальник штаба управления командующего войсками регионального командования «Астана».
С января 2009 года по 2010 год – начальник штаба – первый заместитель командующего Аэромобильными войсками ВС Республики Казахстан.
С 11 марта 2010 по 5 июля 2013 – командующий войсками регионального командования «Восток».
С октября 2014 по октябрь 2016 года — начальник Военного института Сухопутных войск Республики Казахстан.

## Награды
- Орден «Данқ» I степени (6 мая 2019 года)[3]